# 四摩尔人纪念碑

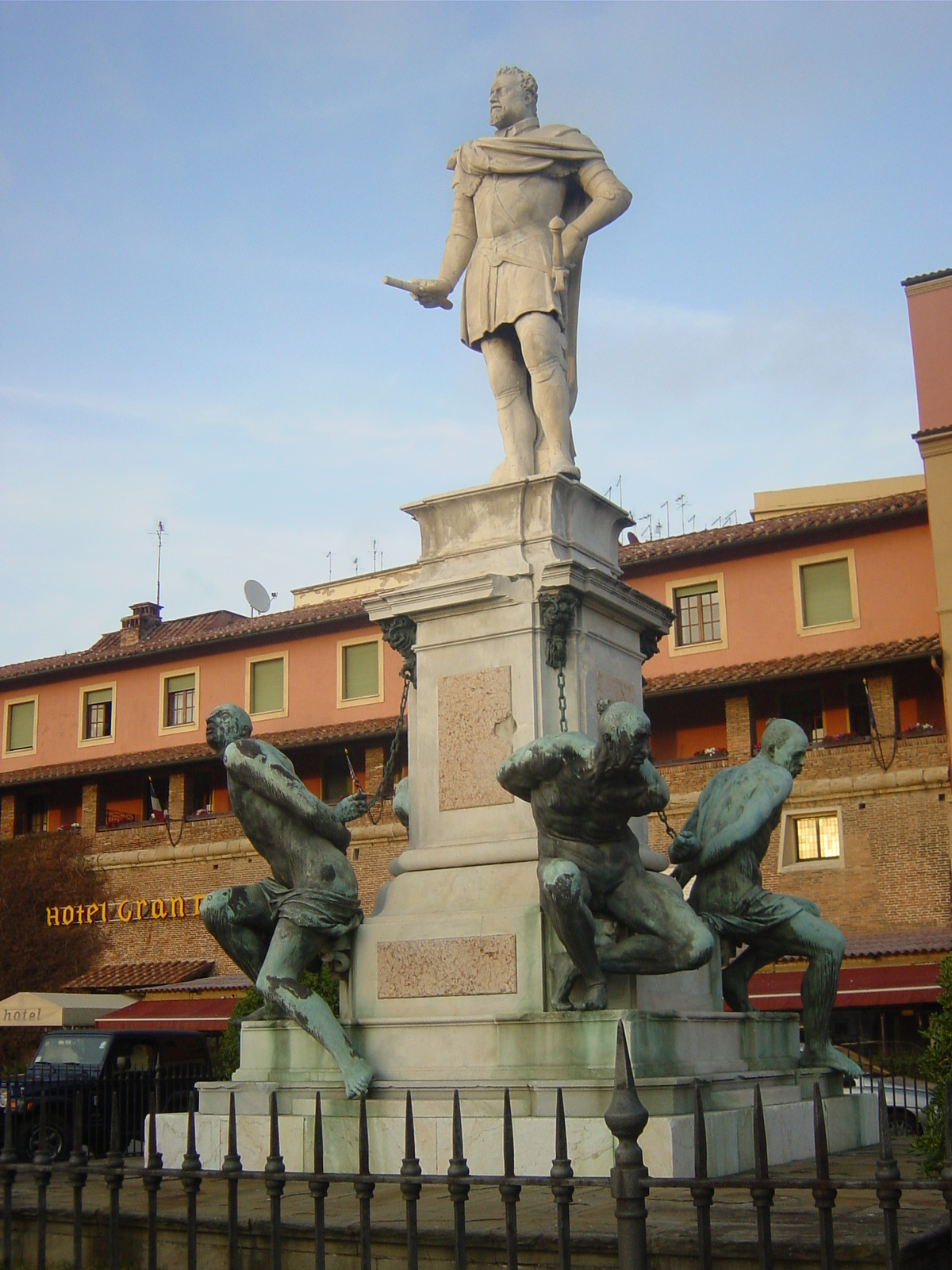
四摩尔人纪念碑

四摩尔人纪念碑（義大利語：Monumento dei Quattro mori）位于意大利里窝那。它建于1626年，以纪念斐迪南一世战胜奥斯曼帝国。
这是里窝那最著名的纪念碑，位于米凯利广场。作者Pietro Tacca。纪念碑包括斐迪南一世雕像，以及底座的四尊摩尔人奴隶的青铜雕像。其中三尊雕塑代表地中海沿岸南部人士，而第四尊雕像有非洲黑人的特征。
四摩尔人象征世界的四角。

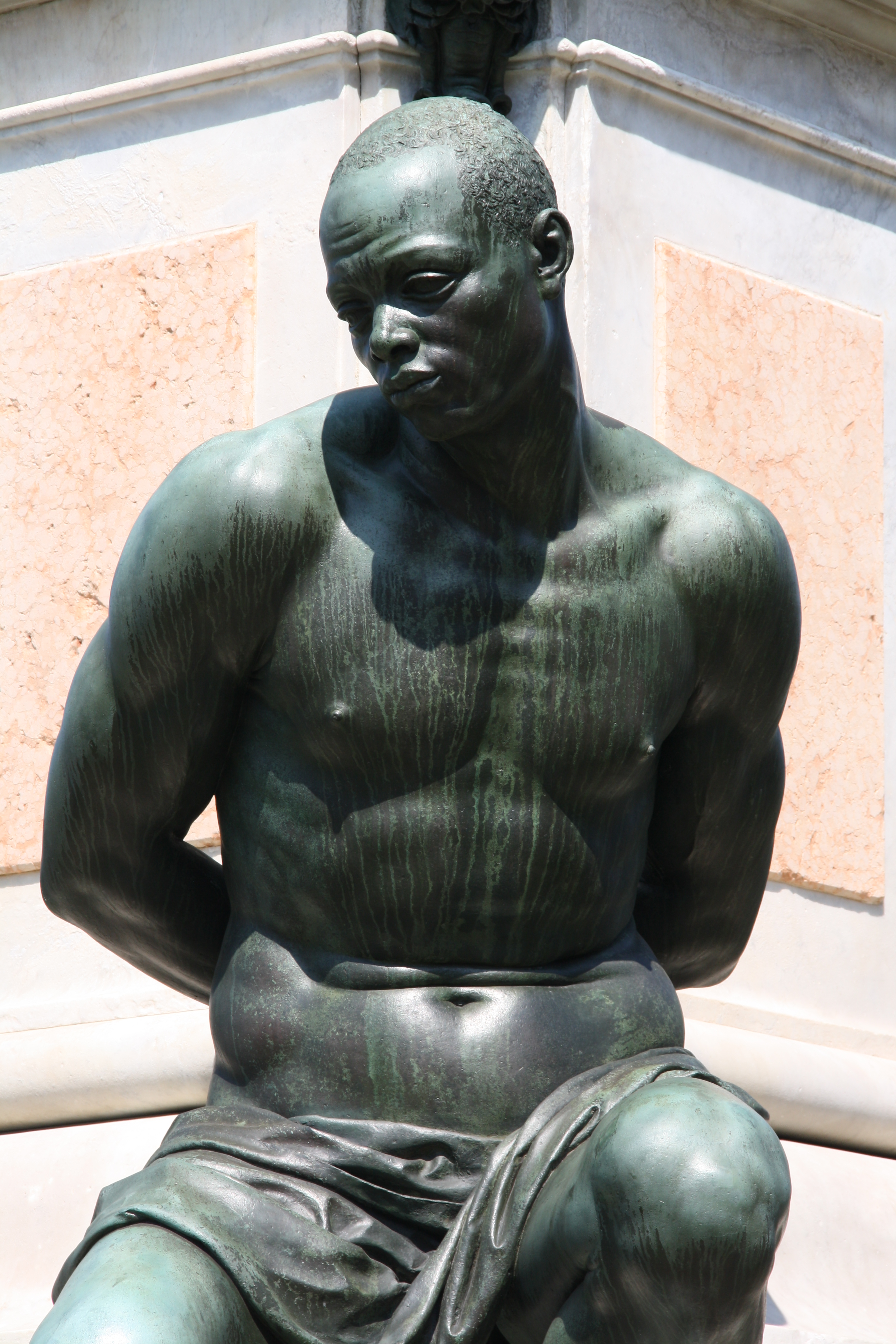

四摩尔人纪念碑影响了雕塑设计数十年。四摩尔人纪念碑也影响了贝尔尼尼创作四河喷泉。